# بشارت به شبان‌ها

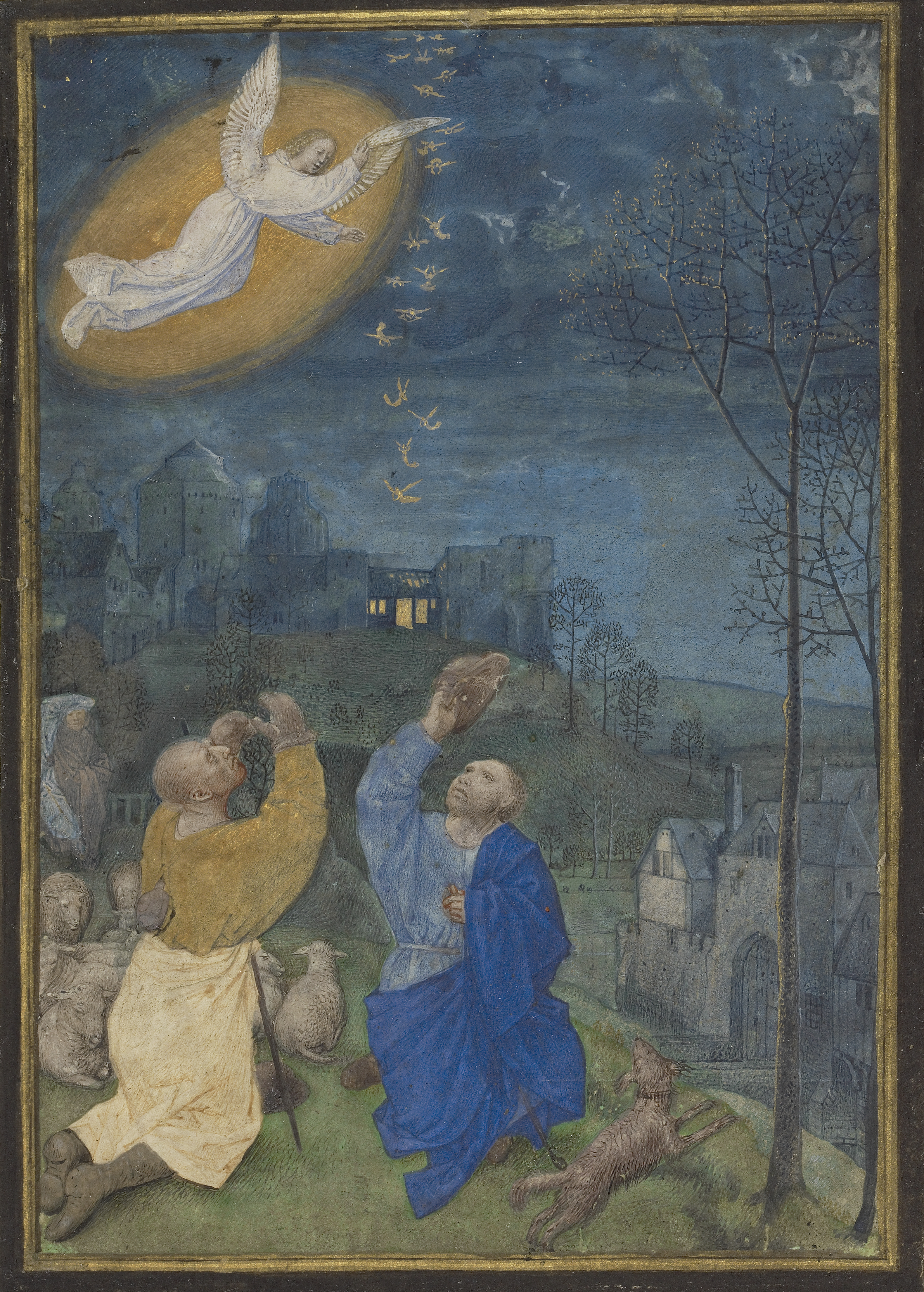
بشارت به شبان‌ها

بشارت به شبان‌ها یک بخش از داستان میلاد مسیح است که در انجیل لوقا آمده‌است. بنا بر این روایت، کمی پیش از میلاد مسیح فرشتگانی تولد او را به چند شبان بشارت دادند. این داستان الهام بخش آثار بسیاری در هنر مسیحی بوده‌است.